# 7763 Крабеелс
7763 Крабеелс (7763 Crabeels) — астероїд головного поясу, відкритий 16 жовтня 1990 року.
Тіссеранів параметр щодо Юпітера — 3,341.